# Trébédan
Trébédan é uma comuna francesa na região administrativa da Bretanha, no departamento Côtes-d'Armor. Estende-se por uma área de 10,86 km². Em 2010 a comuna tinha 435 habitantes (densidade: 40,1 hab./km²).